# Qatar Foundation
Qatar Foundation (Катарский фонд образования, науки и общественного развития) (араб. مؤسسة قطر‎) — получастная некоммерческая организация из Катара, основанная в 1995 году по указу шейха Хамада бин Халифа Аль Тани, эмира Катара. В дополнение к частным финансированием эта организация находится при поддержке и финансируется правительством Катара. Председателем Qatar Foundation является жена эмира Моза бинт Насер аль Миснед. Целью организации является «поддержка Катаром различных предприятий, от углеродной добычи к экономике знаний, раскрывая человеческий потенциал».
Qatar Foundation осуществляет эту миссию через три «столпа»: образование, наука и исследования, развитие общин. QF, работая в сфере образования, помог построить филиалы ряда международных университетов в Катаре, чтобы помочь развитию сектора образования, в котором молодые люди могут развивать умения и навыки, необходимых для овладения экономикой знаний. Основной научно-исследовательской повесткой дня является создание инновационных технологий в Катаре и технологического потенциала по разработке и коммерциализации решений на основе ключевых наук. Его программы развития общины стремятся содействовать формированию прогрессивного общества, а также повышению культурного потенциала, защите наследия Катара и удовлетворению непосредственных социальных потребностей общества.
Совместные предприятия в области разработки информационных технологий, телекоммуникаций, политических исследований и управления персоналом являются главным достижением и целью Qatar Foundation.

## Образование
В начальном и среднем образовании, Qatar Foundation имеет ряд заведений:
- Катарская Академия и Академия Катара Аль-Хор: 12-классные школы, которые предлагают международные всеобъемлющие академические программы.
- Академическая программа «Мост», программа после средней школы, которая помогает студентам перейти от средней школы к университету.
- Институт образования Авсай является образовательной программой оказания помощи и мероприятий, направленных на помощь студентам, которые испытывают академические трудности.
- Катарская Академия Лидерства представляет собой партнёрство между Qatar Foundation и Катарскими Вооружёнными Силами, которая направлена на поощрение не только академической, но и спортивной деятельности, развивая социальные навыки и воспитывая характер своих студентов.

В высших учебных заведениях Qatar Foundation создал филиалы восьми международных университетов, своеобразный Город Образования:
- 1998 — Виргинский университет в Катаре, предлагает программы в области искусства и дизайна.
- 2002 — Медицинский Колледж в Катаре, предлагает два года доврачебной программы и четырехлетнюю медицинскую программу, окончив которую, студент получает степень доктора медицины.
- 2003 — Техасский Университет в Катаре, предлагающий программы в химической, электротехнической, нефтяной и машиностроительной области.
- 2004 — Университет Карнеги — Меллон в Катаре, предлагает программы в области компьютерной науки, бизнеса и информационных систем.
- 2005 — Джорджтаунская школа дипломатической службы в Катаре, предлагает программы по международным отношениям.
- 2008 — Северо-Западный университет в Катаре, предлагает программы в области журналистики и коммуникации.
- 2011 — HEC Париж в Катаре, предлагает образовательные программы для среднего и высшего класса.
- 2011 — Университетский колледж Лондона в Катаре, предлагает аспирантуру квалификации в музейном деле и археологии в сотрудничестве с Ассоциацией музеев Катара. Первый набор студентов будет в августе 2012 года.
- 2013 — Университет Хамад бин Халифа, развивающийся исследовательский университет с колледжами по науке, технике, технологиям, гуманитарным и социальным наукам, здравоохранению и бизнесу.

Эти международные учреждения работают бок о бок с факультетом Катарских исламских исследований, который провёл набор в первые классы в 2007—2008 учебном году. Международный центр исламской мысли и диалога стремится воспитывать будущих учёных, которые будут основываться на исламской вере, практике и цивилизации. Он предлагает степень магистра исламских финансов, современного исламоведения и исламской публичной политики.
Примерно половина студентов этих университетов катарского происхождения. Около 90 разных национальностей представлены студентами, преподавателями и сотрудниками Города Образования.
В рамках проектов Qatar Foundation в области образования он спонсирует Всемирный саммит по инновациям в образовании (WISE), глобальный форум, который объединяет заинтересованные стороны, мнения лидеров и руководителей со всего мира для обсуждения вопросов образования. Саммит был проведён в Дохе в 2009 году:
- Первое заседание состоялось 16—18 ноября 2009 года.
- Второе — 7—9 декабря 2010 года.
- Третье заседание — 1—3 ноября 2011 года, в ходе которого $ 500000 были присуждены в качестве премии по образованию[3][4], её удостоился сэр Фазле Хасан Абед, основатель и председатель BRAC.

## Наука и научные исследования
Основная цель Qatar Foundation в этой области: помочь создавать инновационные технологии в Катаре и развивать технологический потенциал по разработке и коммерциализации решений в ключевых науках. QF также разрабатывает стратегию исследования, построенную на основе исследовательских предприятий с опытом работы за рубежом, для создания сети, которая обеспечивала бы возможность работать на дому людям с ограниченными возможностями.
Исследовательское подразделение было создано в Qatar Foundation в 2007 году для управления разработкой научного сообщества в Катаре. Оно провело несколько международных конференций в области биотехнологии, нанотехнологии и исследования стволовых клеток.
Катарский фонд научных и научно-исследовательских проектов включают в себя:
- Катарский Национальный научный фонд (QNRF) поддерживает оригинальные, отобранные на конкурсной основе исследования как местных, так и зарубежных учёных для проектов, которые согласуются с национальной стратегией исследований в Катаре и которые включают Катарское партнёрство.
- Катарский парк науки и технологии (QSTP) является научно-исследовательским центром и первой зоной свободной торговли Катара, был открыт в марте 2009 года. 300 миллионов долларов было инвестировано в создание объекта мирового класса. Арендаторы: ExxonMobil, Royal Dutch Shell, Total, Rolls-Royce plc, EADS и Microsoft.
- Катарский Институт биомедицинских исследований.
- Катарский Институт окружающей среды и энергетических исследований.
- Катарский вычислительный исследовательский институт[5] (араб. معهد قطر لبحوث الكمبيوتر‎) (QCRI), который проводит на уровне мирового класса междисциплинарные прикладные исследовательские вычисления, которые имеют отношение к потребностям Катара, всего арабского региона и мира в целом, используя Катарское уникальное историческое, языковое и культурное наследие.
- Медицинский и исследовательский центр «Сидра»[6], новый учебный научный центр здравоохранения стоимостью 7,9 миллиарда долларов, который должен открыться в 2012 году. «Сидра» будет оказывать клиническую помощь, медицинское образование и биомедицинские исследования.

Другие научно-исследовательские инициативы включают:
- RAND Катарский Институт политики, который предлагает анализ проблем государственной политики и помогает реализовывать долгосрочные решения для клиентов по всему региону.
- Катарская программа Лидерства в науке, которая направлена на развитие перспективных научных кадров среди катарских выпускников, которые станут будущими лидерами исследования по организации стажировки.
- Программа университетского исследования, большинство университетов Образовательного городка запустило свои собственные исследовательские программы, которые часто сотрудничают с собственно катарскими в научно-исследовательских учреждениях, чтобы разработать новые идеи для коммерциализации.
- QF-программа исследований, в дополнение к университетским программам QF сформировал международные партнёрские связи, в том числе с Институтом общественной политики Джеймса Бейкера (часть Университета Райса) и Лондонским королевским обществом.
- Серия лекций представляет катарских студентов, исследователей и общественность учёных мирового класса наука.
- Qscience.com публикует рецензируемые научные статьи высокого качества с открытым доступом.
- «Звёзды Науки» — реалити-шоу с участием молодых арабских новаторов, которые конкурируют в превращении своих идей в товарную продукцию.

В июне 2011 года Qatar Foundation провёл седьмое заседание Всемирной конференции научных журналистов, которая была запланирована в Каире, но была перенесена в Доху в результате египетской революции 2011 года.

## Сообщество по вопросам развития
Инициативы Qatar Foundation по развитию общин делятся на три категории: содействие прогрессивной общественности, укрепления культурной жизни и защита наследия Катара, а также удовлетворение непосредственных социальных потребностей общества.
Содействие прогрессивной общественности по экономике знаний:
- Доха Дебатс, инициатива Qatar Foundation, которая снимается в городе Образования и транслируется в эфире BBC World.
- Лаком Аль Карар («решение остается за вами») национальная телевизионная программа по дискуссии с политиками.
- QatarDebate предлагает проведение семинаров и конкурсов для повышения уровня открытой дискуссии между студентами в Катаре. В 2010 году состоялся Всемирный Дискуссионный чемпионат школ.
- Катарская Ярмарка Карьеры ежегодно демонстрирует диапазон профессиональной ориентации, образования, трудоустройства, обучения и развития возможностей для катарских студентов и выпускников.

Повышение уровня культурной жизни и защита наследия Катара:
- Канал Аль-Джазира для детей является частью Qatar Foundation и транслируется из Образовательного Города вместе с дошкольным арабским каналом, «Бараем».
- Аль-Шакаб является центром тренировки лошадей для конного спорта. В нём налажена целая инфраструктура для занятия конным спортом: академия верховой езды, учебный комплекс выносливости и центр для разведения и показа арабских лошадей мирового класса. В марте 2013 года там состоялось международное конное соревнование CHI Al Shaqab 2013.
- Арабско-исламская Библиотека Наследия имеет ценные коллекции книг, периодических изданий, рукописей, карт и научных работ, начиная с XV века.
- Mathaf — арабский музей современного искусства, был открыт в 2010 году при поддержке Катарской Музейной Ассоциации и принимает у себя выставки, программы и мероприятия, которые исследуют и продвигают искусство арабских художников.
- Msheireb — коммерческая организация по развитию юга области Дивана, демонстрируя передовой опыт как по восстановлению древней архитектуры, так и по постройке нового сердца города. Этот проект первоначально назывался «Сердце Дохи», но был переименован в «Msheireb»[8] в связи с историческим названием местности.
- Катарский филармонический оркестр был создан в 2008 году и состоит из 101 музыканта. Он направлен на продвижение музыкальной культуры в Катаре и за его пределами.

Удовлетворяя немедленные социальные нужды в обществе:
- Выйти на Азию (ROTA) является благотворительной инициативой, направленной на содействие проектам развития общин в странах Азии. Он отреагировал на кризис в таких странах, как: Пакистан, Индонезия, Ливан и сектор Газа.
- Катарская Ассоциация Диабетчиков предлагает программы и услуги людям, борющимся с диабетом, известной проблемой в регионе Ближнего Востока.
- Социальный Центр развития работает над целевыми программами сообщества, чтобы помочь семьям в достижении самообеспечения. Это способствует строительству стабильной и самодостаточной семьи путём предоставления обучения на рабочем месте и придерживания положительной трудовой этики в странах с низким уровнем доходов семьи, женщины и молодёжи.
- Дохский Международный институт семьи и развития проводит исследования и способствует выплате пособий на правовых, социологических и научных основах естественной семьи как основной ячейки общества.

## Совместные предприятия
Потребность в определенных специализированных навыках была определена в экономике Катара. Qatar Foundation может приобрести услуги за пределами региона для удовлетворения краткосрочных потребностей, он считает, что будущее в строительстве местных кадров довольно светлое, так что Катар может достичь определённой стабильности в этой сфере.
Поэтому Qatar Foundation создал ряд коммерческих совместных предприятий с глобальными партнерами. Полученную прибыль разделяют обе стороны.
- Фитч Катар является совместным предприятием компании дизайна, которая создаёт бренды и разрабатывает фирменный стиль для предприятий и других организаций.
- Катарский Институт Развития MICE (QMdi) является совместным предприятием с «Сингекс Глобал», привлекает передовой опыт в проведении конференций, конгрессов и других мероприятий.
- Катарский Национальный конференц-центр (на стадии строительства), как ожидается, скоро будет открыт. Будет построено множество конференц-залов, в том числе зрительский зал на 2300 мест.
- Vodafone Qatar, второй оператор сотовой связи в Катаре с начала марта 2009 года.
- MEEZA является поставщиком IT-услуг для обслуживающих предприятий.
- Катарские солнечные технологии (QSTec) строят промышленный завод в городе Рас Лаффан, который будет производить в среднем 4000 тонн поликремния в год.
- Bloomsbury (катарский издательский фонд), издаёт книги на арабском и английском языках для повышения уровня грамотности и культуры во всём регионе.
- Bloomsbury (катарский журнальный фонд), организация с открытым доступом для коллегиального обзора академических издателей, которые делают исследования в регионе доступными для всего мира.

## Спонсорство
10 декабря 2010 футбольный клуб «Барселона» объявил, что договорился о спонсорстве с Qatar Foundation на сумму до € 170 млн в течение пяти лет, закончив традицию непринятия оплаты от спонсоров. Сделка включала пункт, позволяющий сменить спонсора после первых двух сезонов, в июле 2013 года команда воспользовалась им, новым главным спонсором клуба стал Qatar Airways.
4 октября 2011 года Фонд Викимедиа объявил, что они будут работать с Qatar Foundation, чтобы поддержать развитие арабской Википедии. Позже СМИ сообщили, что статья Википедии о Qatar Foundation, якобы, была отредактирована сотрудником фонда по связям с общественностью, на что имелись «веские, хотя и косвенные доказательства». В ноябре 2015 года Qatar Foundation заявил, что кульминацией партнёрства стало создание более 6000 статей в арабской Википедии.